# Rezerwat przyrody Nowiny
Nowiny – torfowiskowy rezerwat przyrody znajdujący się na terenie gminy Susiec, w powiecie tomaszowskim, w województwie lubelskim.
- powierzchnia (według aktu powołującego) – 3,80 ha
- powierzchnia (dane nadesłane z nadleśnictwa) – 3,83 ha[3]
- rok utworzenia – 1990
- dokument powołujący – Zarządzenie Ministra Ochrony Środowiska, Zasobów Naturalnych i Leśnictwa z dnia 26 listopada 1990 roku w sprawie uznania za rezerwat przyrody[4].
- przedmiot ochrony (według aktu powołującego) – zachowanie torfowisk przejściowych z szeregiem niewielkich oczek wodnych.